# Articulación de la rodilla

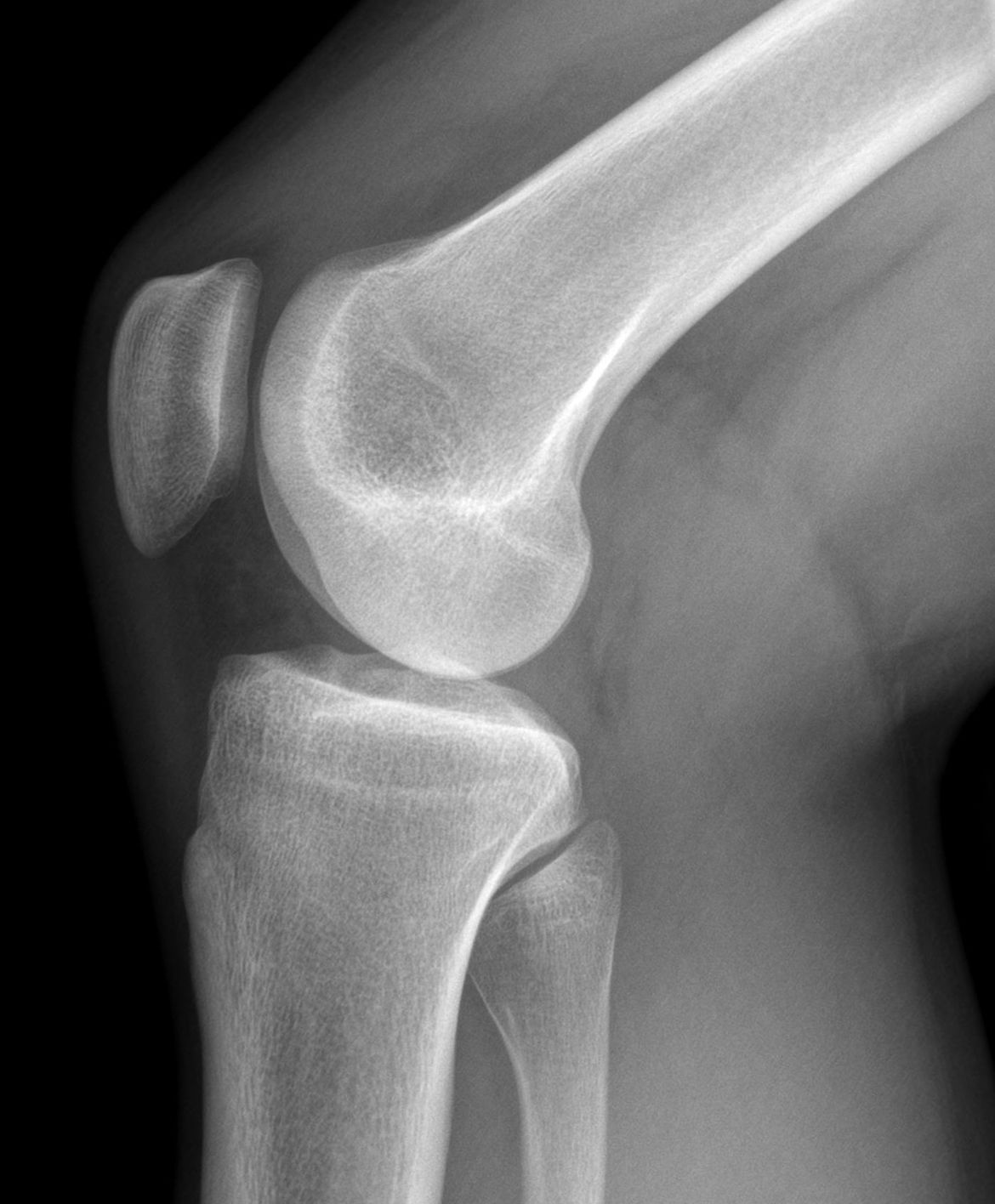
Radiografía lateral de una rodilla humana en posición de flexión.

Se llama articulación de la rodilla a la articulación central de los miembros posteriores o inferiores de los vertebrados, en el caso de la especie humana es la articulación central de los miembros inferiores. La rodilla está formada principalmente por la unión de 2 huesos, el fémur en su porción distal, y la tibia en la porción proximal. Dispone asimismo de un pequeño hueso, llamado rótula, que se articula con la porción anterior e inferior del fémur. Puede realizar principalmente movimientos de flexión y extensión. Está rodeada por una cápsula articular y varios ligamentos que le dan estabilidad. En sus proximidades se insertan potentes músculos que hacen posible el movimiento de la extremidad.

## Aspectos generales
En el ser humano, la articulación de la rodilla es la articulación más grande del cuerpo y una de las más complejas. Sirve de unión entre el muslo y la pierna. Soporta la mayor parte del peso del cuerpo en posición de pie. Está compuesta por la acción conjunta de los huesos fémur, tibia, rótula y dos discos fibrocartilaginosos que son los meniscos. Fémur y tibia conforman el cuerpo principal de la articulación, mientras que la rótula actúa como una polea y sirve de inserción al tendón del músculo cuadriceps y al tendón rotuliano cuya función es transmitir la fuerza generada cuando se contrae el cuádriceps.
La rodilla está sustentada por fuertes ligamentos que impiden que sufra una luxación, siendo los más importantes el ligamento lateral externo, el ligamento lateral interno, el ligamento cruzado anterior y el ligamento cruzado posterior.
Es una articulación compuesta que está formada por dos articulaciones diferentes:
- Articulación femorotibial: Es la más importante y pone en contacto las superficies de los cóndilos femorales con la tibia. Es una articulación bicondilea (con dos cóndilos).[5]

- Articulación femoropatelar: Está formada por la tróclea femoral y la parte posterior de la rótula. Es una diartrosis del género troclear.[5]

El principal movimiento que realiza es de flexoextensión, aunque posee una pequeña capacidad de rotación cuando se encuentra en flexión. En los humanos es vulnerable a lesiones graves por traumatismos, muy frecuentemente ocurridos durante el desarrollo de actividades deportivas. También es habitual la existencia de artrosis que puede ser muy incapacitante y precisar una intervención quirúrgica.

## Elementos óseos

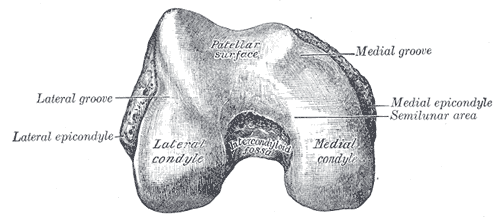
Representación de los cóndilos del fémur.

El extremo inferior del fémur presenta dos protuberancias redondeados llamadas cóndilos que están separadas por un espacio intermedio que se denomina espacio intercondileo.
Por su parte el extremo superior de la tibia posee dos cavidades, las cavidades glenoideas, que sirven para albergar a los cóndilos del fémur. Entre las dos cavidades glenoideas se encuentran unas prominencias, las espinas tibiales, en las que se insertan los ligamentos cruzados. En la parte anterior de la tibia existe otro saliente, la tuberosidad anterior que sirve de inserción al tendón rotuliano.
Por otra parte la rótula se articula en su porción posterior con una parte del fémur que se llama tróclea femoral. Entre ambas superficies se interpone un cartílago, el cartílago prerrotuliano que amortigua la presión entre los dos huesos.

## Meniscos

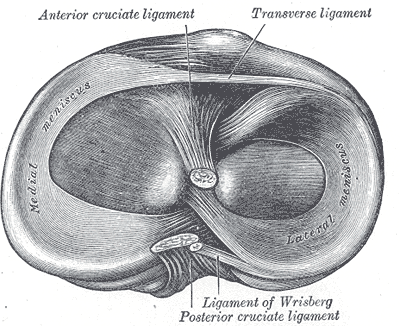
Imagen de la tibia vista desde arriba en la que pueden verse ambos meniscos

Son dos fibrocartílagos que no poseen vasos sanguíneos ni terminaciones nerviosas, por lo que al lesionarse no se siente dolor agudo pero si molestia en la zona. Están dispuestos entre la tibia y el fémur y hacen de nexo entre estos, pues las cavidades glenoidales de la tibia son poco cóncavas mientras los cóndilos femorales presentan una convexidad más acentuada. Desempeñan un papel importante como medios de unión elásticos y transmisores de las fuerzas de compresión entre la tibia y el fémur. Los meniscos disminuyen su grosor de fuera a dentro, el exterior tiene forma de "O" y el interno  de "C" o "media luna". La cara superior de estos es cóncava y la inferior plana. Se adhieren a la cápsula articular por su circunferencia externa mientras la interna queda libre. Ambos meniscos quedan unidos entre sí por el ligamento yugal

## Cápsula articular
La articulación está envuelta por una cápsula fibrosa que forma un espacio cerrado en el que se alberga la extremidad inferior del fémur, la rótula y la porción superior de la tibia. La cubierta interna de esta cápsula es la membrana sinovial que produce el líquido sinovial.
El líquido sinovial baña la articulación, reduce la fricción entre las superficies en contacto durante los movimientos y cumple funciones de nutrición y defensa.

## Ligamentos

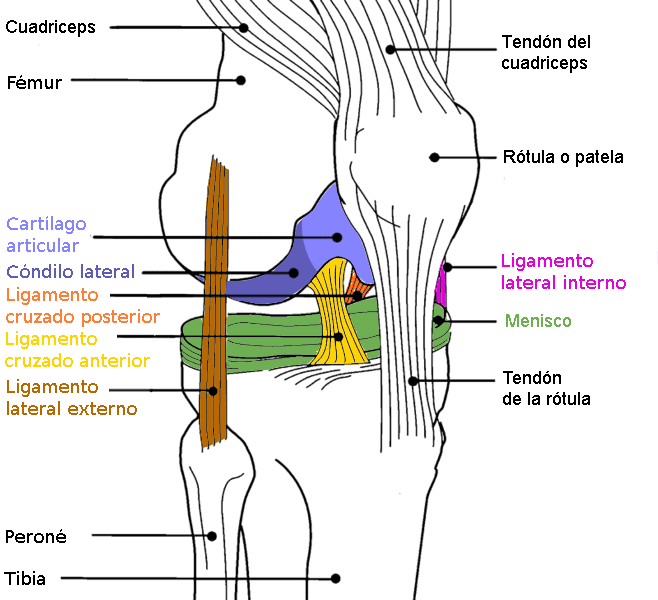
Ligamentos de la rodilla.

La rodilla esta sustentada por varios ligamentos que le dan estabilidad y evitan movimientos excesivos. Los ligamentos que están en el interior de la cápsula articular se llaman intraarticulares o intracapsulares, entre los que se encuentra el ligamento cruzado anterior y el ligamento cruzado posterior. Por otra parte los ligamentos que están por fuera de la cápsula articular se llaman extrarticulares o extracapsulares como el ligamento lateral interno y el ligamento lateral externo.

### Intraarticulares
- Ligamento cruzado anterior (LCA).
- Ligamento cruzado posterior (LCP).
- Ligamento yugal o ligamento transverso. Une los meniscos por su lado anterior.
- Ligamento meniscofemoral anterior o Ligamento de Humphrey. Del menisco externo al cóndilo interno del fémur.[10]
- Ligamento meniscofemoral posterior o Ligamento de Wrisberg. Del menisco externo al cóndilo interno del fémur, por detrás del meniscofemoral anterior.[11]

### Extrarticulares
- Cara anterior
  - Ligamento rotuliano que une la rótula a la tibia.
- Cara posterior. 
  - Ligamento poplíteo oblicuo o tendón recurrente. Une el tendón del músculo semimembranoso al cóndilo externo del fémur.[9][12]
  - Ligamento poplíteo arqueado. Une el cóndilo externo del fémur con la cabeza del peroné en la rodilla.[9]
- Cara interna
  - Ligamento alar rotuliano interno. Une el borde de la rótula al cóndilo interno del fémur.
  - Ligamento menisco rotuliano interno. Une la rótula al menisco interno.
  - Ligamento lateral interno o ligamento colateral tibial.
- Cara externa
  - Ligamento alar rotuliano externo. Une el borde de la rótula al cóndilo externo del fémur.
  - Ligamento menisco rotuliano externo. Une la rótula al menisco externo.
  - Ligamento lateral externo o ligamento colateral peroneo.

## Bolsas serosas
La articulación de la rodilla dispone de más de 12 bolsas serosas que amortiguan las fricciones entre las diferentes estructuras móviles. Las principales son:
- Bolsa serosa prerrotuliana.
- Bolsa serosa de la pata de ganso.
- Bolsa serosa poplítea.

## Vasos sanguíneos

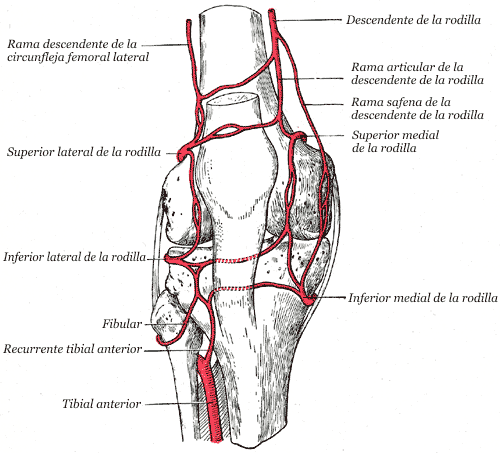
Arterias de la rodilla.

El riego sanguíneo de la rodilla proviene fundamentalmente de 3 arterias, la arteria femoral, la arteria poplítea y la arteria tibial anterior.  De estos troncos principales surgen otros más pequeños que forman un círculo alrededor de la articulación llamado círculo anastomótico de la rodilla,  del cual surgen a su vez otras ramas secundarias que proporcionan sangre a las diferentes estructuras.
Las ramas más importantes son:
- Arteria genicular superior medial. Procede de la arteria poplítea.
- Arteria genicular superior lateral. Procede de la arteria poplítea.
- Arteria genicular inferior medial. Procede de la arteria poplítea.
- Arteria genicular inferior lateral. Procede de la arteria poplítea.
- Arteria genicular descendente. Procede de la arteria femoral.
- Arteria recurrente tibial anterior. Procede de la arteria tibial anterior.

El retorno venoso tiene lugar fundamentalmente a través de la vena poplítea que pasa por el hueco poplíteo paralela a la arteria del mismo nombre y desemboca en la vena femoral.

## Musculatura

Vista anterior de los músculos del muslo

A continuación se expone la lista de los músculos que actúan sobre la rodilla. Hay que tener en cuenta que algunos de ellos intervienen en varios movimientos por lo que se reseñan dos veces, por ejemplo el músculo sartorio que puede contribuir al movimiento de flexión y al de rotación interna.
- Músculos flexores. Se sitúan en la parte posterior del muslo.
  - Isquiotibiales
    - Bíceps femoral.
    - Músculo semimembranoso.
    - Músculo semitendinoso.

  - Accesorios
    - Músculo poplíteo. Está situado en la porción posterior de la rodilla, debajo de los gemelos.
    - Músculo sartorio. Se encuentra en la parte anterior del muslo y lo cruza en diagonal.
- Músculos extensores. Están situados en la parte anterior del muslo.
  - Cuadriceps. Está compuesto por cuatro músculos:
    - Recto femoral
    - Vasto medial
    - Vasto lateral
    - Vasto intermedio
- Músculos que producen rotación externa
  - Tensor de la fascia lata
  - Bíceps femoral
- Músculos que producen rotación interna
  - Sartorio
  - Semitendinoso
  - Semimembranoso
  - Recto interno
  - Poplíteo[13]

## Movimientos
La articulación tibiofemoral permite dos tipos de movimientos: flexión-extensión y rotación. El movimiento principal es el de flexión y extensión que sobrepasa los 130°, mientras que el de rotación es muy limitado y únicamente puede realizarse en posición de flexión.
Partiendo de la posición de reposo, cuando el muslo y la pierna se prolongan entre sí en línea recta que correspondería a 0º, la flexión activa de la pierna alcanza por término medio 130°; pero el límite máximo de la amplitud de ese movimiento puede aumentarse tomando el pie con una mano.
La articulación posee una gran estabilidad en extensión completa, posición en la que la rodilla soporta todo el peso del cuerpo.

## Patología

### Contusión simple
Se entiende por contusión simple de rodilla una lesión de partes blandas por traumatismo sin que exista ningún tipo de daño específico de las principales estructuras que forman la articulación como el menisco, el hueso o los ligamentos. Se considera un proceso benigno que generalmente no provoca complicaciones y se resuelve en un plazo de tiempo variable con medidas conservadoras como medicamentos antiinflamatorios, reposo relativo y aplicación de frío local. La contusión simple es la lesión más frecuente de rodilla y puede provocar entre otros síntomas dolor, aumento de tamaño moderado en la articulación y equimosis.

### Lesiones de los ligamentos y meniscos
Son muy frecuentes en deportes como lucha, baloncesto, natación, rugby, fútbol, fútbol americano, esquí, voleibol, hockey, tenis  y otros que implican gran tensión de la articulación. Las estructuras que más frecuentemente se afectan son los meniscos, ligamentos laterales y ligamentos cruzados. En ocasiones se producen lesiones combinadas, como en la llamada tríada de OʼDonoghue o tríada desgraciada que está constituida por la rotura o desgarro del ligamento cruzado anterior, el ligamento lateral interno y el menisco medial.
Antes de la llegada de la artroscopia, la cirugía artroscópica y la resonancia magnética nuclear, el diagnóstico era más difícil y las intervenciones quirúrgicas que se realizaban para el tratamiento de estas lesiones tenían una recuperación más lenta. Con las técnicas actuales estos pacientes se recuperan con más rapidez, y pueden practicar determinados deportes en unos pocos meses si no surgen complicaciones.
Además del desarrollo de nuevos procedimientos quirúrgicos, la investigación actual está buscando determinar cuáles son los factores subyacentes que pueden aumentar la probabilidad de que un atleta sufra una lesión grave de la rodilla. En el  futuro eso podría permitir encontrar medidas preventivas efectivas.

#### Rotura de meniscos
El menisco se lesiona generalmente por un mecanismo de rotación, cuando la rodilla se encuentra en situación de semiflexión y con el pie apoyado. En estas circunstancias, al producirse la rotación, el cóndilo del fémur presiona directamente al menisco y este se rompe o fisura. Esta lesión afecta con mayor frecuencia al menisco interno o medial que al externo. Las roturas pueden llegar a ser de una gravedad significativa. Se dividen en horizontales, verticales, transversales, oblicuas o mixtas. El diagnóstico se basa en la presencia de síntomas y signos clínicos característicos, en los hallazgos reportados por la resonancia magnética y artroscopia. Esta última puede ser al mismo tiempo diagnóstica y terapéutica.

#### Rotura del ligamento lateral interno
El ligamento lateral interno proporciona estabilidad a la región interna de la rodilla. Suele lesionarse por una tensión excesiva en posición de valgo, es decir por desviación de la pierna hacia fuera. Con frecuencia su rotura se asocia a lesión del menisco interno.
Pueden existir diferentes grados de afectación que van desde distensión leve a rotura completa. Frecuentemente la rotura completa causa poco dolor. Sin embargo, durante la exploración el médico detecta hiperlaxitud de la articulación.

#### Rotura del ligamento lateral externo
Las lesiones del ligamento lateral externo pueden consistir en distensión o rotura. Suelen producirse por una combinación de hiperextensión de la rodilla y una presión que obliga a una desviación en varo de la articulación. Se producen por un traumatismo sobre la parte interna de la rodilla que a veces se asocia a un mecanismo de rotación.
Esta lesión es mucho menos frecuente que la del ligamento lateral interno, pero produce mayor grado de incapacidad. Las fuerzas necesarias para romper este ligamento son superiores a las necesarias para la ruptura del ligamento lateral interno.

#### Rotura de los ligamentos cruzados
La rotura del ligamento cruzado anterior es una lesión frecuente. Puede producirse durante la actividad deportiva por giros enérgicos de la rodilla en los que el pie permanece en fuerte contacto con el suelo. El mecanismo lesional suele asociarse a semiflexión, valgo y rotación externa de la articulación de la rodilla. En el momento en que se sufre esta lesión suele sentirse un dolor intenso y una sensación de chasquido. En condiciones normales el ligamento cruzado anterior sirve de freno para evitar un movimiento anterior excesivo de la tibia con respecto al fémur. El médico puede realizar pruebas exploratorias como la Prueba del cajón y la Prueba de Lachman que si son positivas hacen más probable este diagnóstico. Su confirmación se obtiene mediante la resonancia magnética o artroscopia. En la lesión combinada, conocida como triada de O'Donoghue o rodilla desgraciada, se suman la rotura del ligamento cruzado anterior, del ligamento lateral interno y del menisco interno.
El ligamento cruzado posterior impide que la tibia se desplace hacia atrás en relación con el fémur. Se lesiona con menor frecuencia que el ligamento cruzado anterior. El mecanismo de rotura suele consistir en un impacto directo sobre la parte anterior de la rodilla cuando esta se encuentra en situación de flexión. Es frecuente que esta lesión se asocie a la rotura de un menisco.

### Lesiones tendinosas
Los tendones que se afectan con más frecuencia son:
- Tendón del cuadriceps. Puede romperse total o parcialmente durante la actividad deportiva, generalmente cuando la rodilla está en flexión y sometida a fuerte sobrecarga. Esta lesión produce dolor agudo en la cara anterior de la articulación e incapacidad para los movimientos de extensión.
- Tendón rotuliano o ligamento rotuliano que es la continuación del anterior. Las rupturas del tendón rotuliano ocurren generalmente en personas menores de cuarenta años y si no se reparan con cirugía ocasionan retracción y atrofia del músculo cuadriceps.[26] También puede afectarse por tendinitis, proceso que se conoce como Rodilla del saltador, por ser frecuente en esta actividad atlética.
- tendón de la pata de ganso. Está formado por la unión de los tendones del músculo semitendinoso, sartorio y recto interno del muslo, también llamado músculo grácil. Se inserta en la cara interna y superior de la tibia. La tendinitis de la pata de ganso o anserina produce dolor en la región interna de la rodilla, principalmente al realizar movimientos de extensión.
- Tendón del músculo poplíteo. La tendinitis poplítea causa dolor en la parte posterior y externa de la rodilla, el cual aumenta cuando se corre cuesta abajo.[27][28][29]

### Fracturas

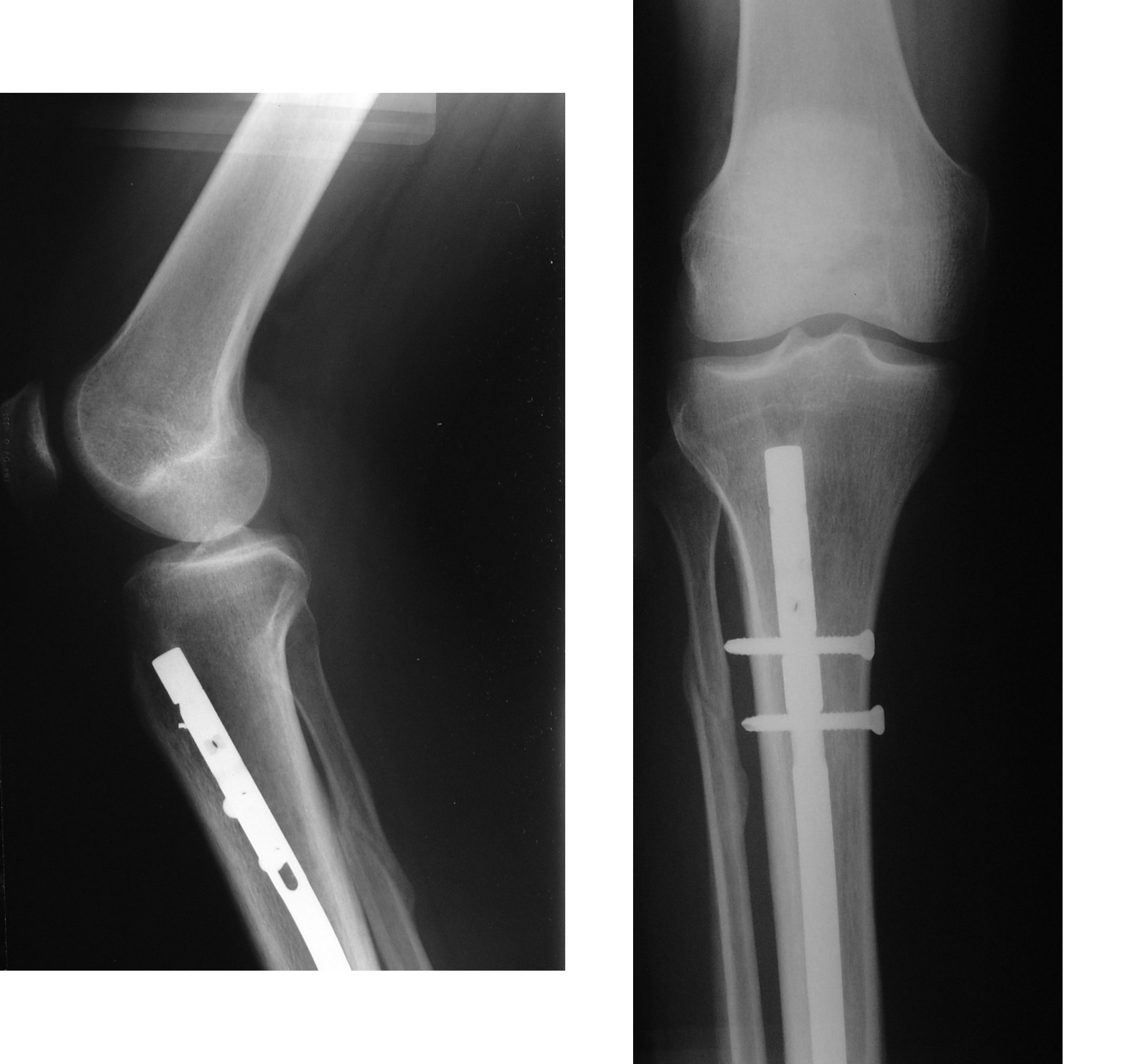
Radiografía de una fractura tratada mediante osteosíntesis

Las fracturas de la región de la rodilla pueden afectar a la porción inferior del fémur, la superior de la tibia o la rótula. Con frecuencia son fracturas complejas que afectan a varios huesos y a los meniscos o ligamentos. Generalmente están causadas por un gran impacto, como ocurre en los accidentes de tráfico. En la mayoría de los casos deben ser tratados quirúrgicamente por osteosíntesis, por lo general con el uso de piezas de acero o de placas y tornillos de titanio. A menudo también se requiere reconstruir la superficie articular con materiales óseos o de cerámica. Las fracturas puras pueden ser fijada solo con tornillos. 
Las fracturas de la extremidad inferior del fémur pueden ser supracondíleas, si se producen por encima de los cóndilos o bien afectar al cóndilo externo, al interno o a ambos. Las de la extremidad superior de la tibia pueden afectar a la meseta tibial externa, a la interna o a ambas.
Las fracturas de rótula son infrecuentes y suelen ocurrir por caídas con impacto directo sobre este hueso. Pueden ser longitudinales, transversales o compuestas. Tienden a dejar fragmentos que pueden causar limitación en la movilidad de la articulación.

### Luxaciones
Una luxación es toda lesión que causa pérdida permanente del contacto de las superficies articulares. Puede ser total (luxación) o parcial (subluxación). En la rodilla, las luxaciones pueden afectar a la rótula o a la articulación femorotibial. 

#### Luxación de rótula
La luxación de la rótula es una lesión que suele estar causada por un traumatismo directo sobre la cara anterior de la rodilla. Generalmente se producen desplazamientos laterales de la rótula que cambia su posición habitual sin romperse, lo que ocasionan un cuadro doloroso con dificultad para el transporte de cargas y disminución de la capacidad de movimiento de la articulación. Es una lesión recidivante que puede repetirse periódicamente.

#### Luxación tibiofemoral
La luxación de la articulación tibiofemoral de la rodilla es una grave complicación que ocurre tras traumatismos severos como atropellos o accidentes de tráfico. Se asocia a lesiones de los músculos, cápsula articular, tendones, arteria poplítea y vena poplítea, por lo que constituyen una situación de emergencia que puede poner en peligro la viabilidad del miembro afectado.

### Derrame articular

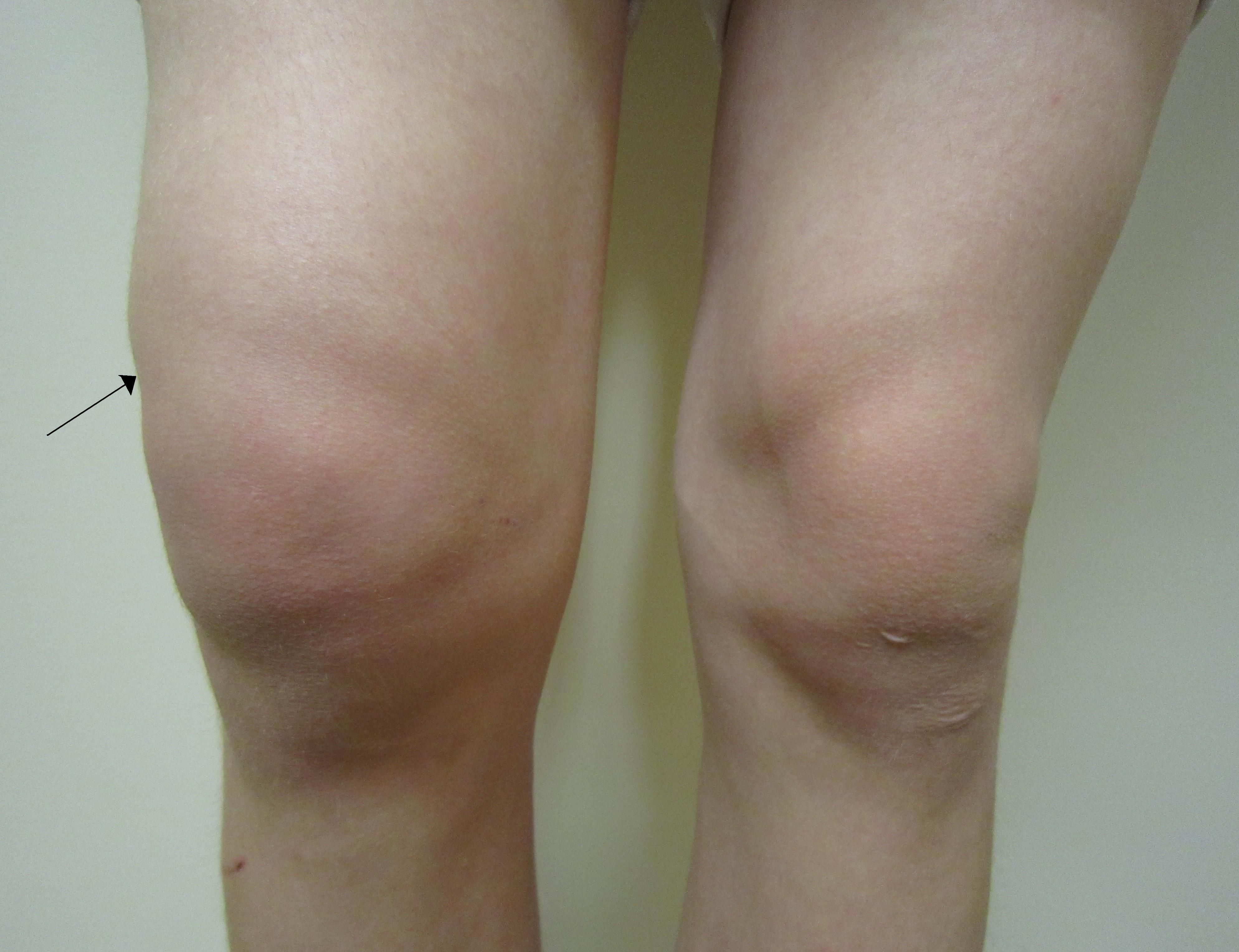
Presencia de derrame articular en la rodilla derecha

En condiciones normales existe una pequeña cantidad de líquido en el espacio articular que es producido por la membrana sinovial y sirve para nutrir el cartílago y actuar como lubricante con el objeto de disminuir el roce en la articulación y su desgaste. Cuando la acumulación de líquido es excesiva se produce derrame articular que provoca dolor y limitación de la movilidad. Este debe diferenciarse de la hinchazón o edema originado fuera de la articulación que suele ser más localizado, es de menos gravedad y puede estar causado por pequeños traumas, bursitis u otras causas.
La presencia de derrame puede obligar, dependiendo de la cantidad existente, a realizar una punción para evacuarlo que se llama paracentesis y tiene la doble finalidad de aliviar la tensión y obtener una muestra del líquido para analizarla en el laboratorio.
La existencia de derrame no es una enfermedad en sí misma sino un síntoma que puede tener muchos orígenes. Las causas se dividen en dos grupos, traumáticas y no traumáticas. Los derrames de origen traumático pueden estar asociados a lesión de alguno de los ligamentos que estabilizan la articulación, fracturas intraarticulares, luxación de rótula o rotura de menisco, aunque puede existir derrame como única manifestación tras un trauma sobre la rodilla.  Los no traumáticos pueden ser la consecuencia de artrosis, artritis reumatoide, enfermedades infecciosas que afecten a la rodilla, gota y tumores óseos benignos o malignos.

### Gonartrosis
La gonartrosis es la artrosis de rodilla.  Puede afectar a la articulación femorotibial y a la femororrotuliana. Es más frecuente en mujeres que en varones y suele aparecer a partir de los 50 años. Produce dolor que aumenta al caminar, incapacidad funcional y deformidad en genu varo o genu valgo que se agrava progresivamente con el paso de los años.
Para el diagnóstico es muy útil la radiología, en la que aparecen signos característicos, como estrechamiento del espacio articular, esclerosis subcondral y presencia de osteofitos.
Los factores principales que influyen en la aparición de artrosis de rodilla son la edad, la predisposición genética, la obesidad, la existencia de traumatismos previos y la sobrecarga de la articulación.  El tratamiento es conservador en las primeras etapas de la enfermedad y se basa en realizar ejercicios de rehabilitación y medicamentos antiinflamatorios en los periodos de dolor agudo. Cuando la artrosis está muy avanzada y produce graves repercusiones funcionales, existe indicación para la sustitución quirúrgica de la articulación de la rodilla por una prótesis.

### Artritis

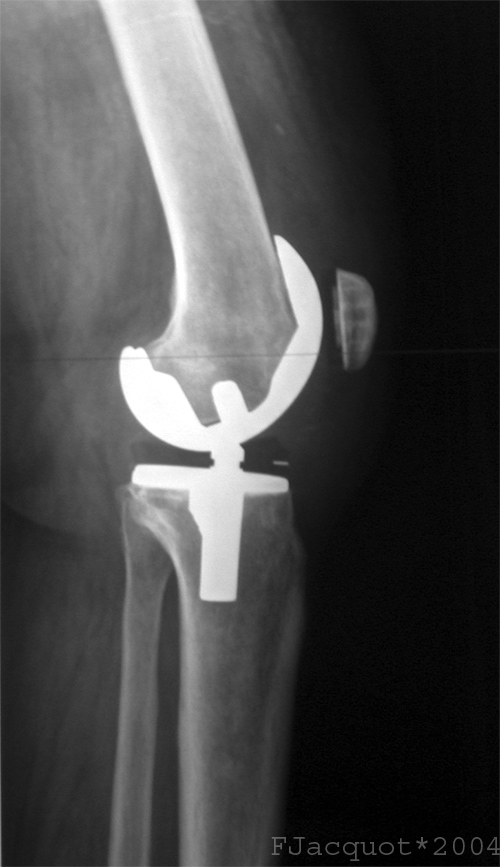
Radiografía de la rodilla de un paciente al que se le ha colocado una prótesis total de la articulación

La inflamación aguda de la rodilla o artritis puede ser el resultado de varias enfermedades como la artritis reumatoide, la gota o procesos infecciosos.
Los procesos infecciosos que afectan a la articulación son poco frecuentes, pero pueden tener consecuencias graves. Requieren tratamiento inmediato con un antibiótico. En las personas a las que se les ha colocado una prótesis de rodilla, puede producirse infección de la prótesis, esta eventualidad supone una grave complicación de la intervención.

### Enfermedad de Osgood-Schlatter
Es la causa más frecuente de dolor en la porción anterior de la rodilla en niños y jóvenes de entre 10 y 15 años. Está producida por la afectación del cartílago situado en la tuberosidad anterior de la tibia. Causa dolor durante la actividad física que mejora con el reposo. La enfermedad es de carácter leve y los síntomas desaparecen cuando se completa el crecimiento óseo.

### Condromalacia rotuliana
Afección frecuente en personas jóvenes y deportistas que está causada por la degeneración del cartílago situado entre la rótula y el fémur. Produce dolor en la parte anterior de la articulación. A veces se le da la denominación de Síndrome patelo femoral.

### Enfermedad de Hoffa
Consiste en la inflamación crónica de la zona de grasa situada por detrás del tendón rotuliano y debajo de la rótula, esta zona se llama almohadilla grasa de Hoffa. Es una causa poco frecuente de dolor en la rodilla.

### Quiste de Baker
El quiste de Baker es una protuberancia que se produce en la parte posterior de la rodilla, en el hueco poplíteo. Surge en el contexto de procesos inflamatorios crónicos, debido a la mayor producción de líquido sinovial, el cual se comunica con el quiste a través de una fístula desde la cápsula articular. El aumento de volumen puede dar lugar a molestias, dolor y restricción de la capacidad de movimiento.

### Bursitis
La articulación de la rodilla posee varias bolsas serosas o bursas, especialmente en la parte delantera de la rótula. Son fácilmente vulnerables, como consecuencia de abrasiones, laceraciones o traumatismos repetidos. Los micro traumatismos, incluyendo las sobrecargas por la actividad laboral o deportiva, pueden causar inflamación crónica, que en la mayoría de los casos mejoran con tratamiento antiinflamatorio, reposo, vendajes compresivos o aplicación de frío local.

### Ostecondrosis disecante
Se caracteriza por la separación de un fragmento de hueso recubierto por cartílago que se desprende generalmente del cóndilo del fémur y puede causar dolor en la rodilla,  limitación de la movilidad y bloqueo de la articulación.  Este proceso aparece frecuentemente en atletas y puede obedecer a diferentes causas como microtraumatismos repetidos por la práctica deportiva y predisposición genética a su aparición.  Por la naturaleza migratoria del fragmento óseo y su apariencia en la radiografía, se suele llamar ratón articular.

### Deformidades

#### Genu laxum

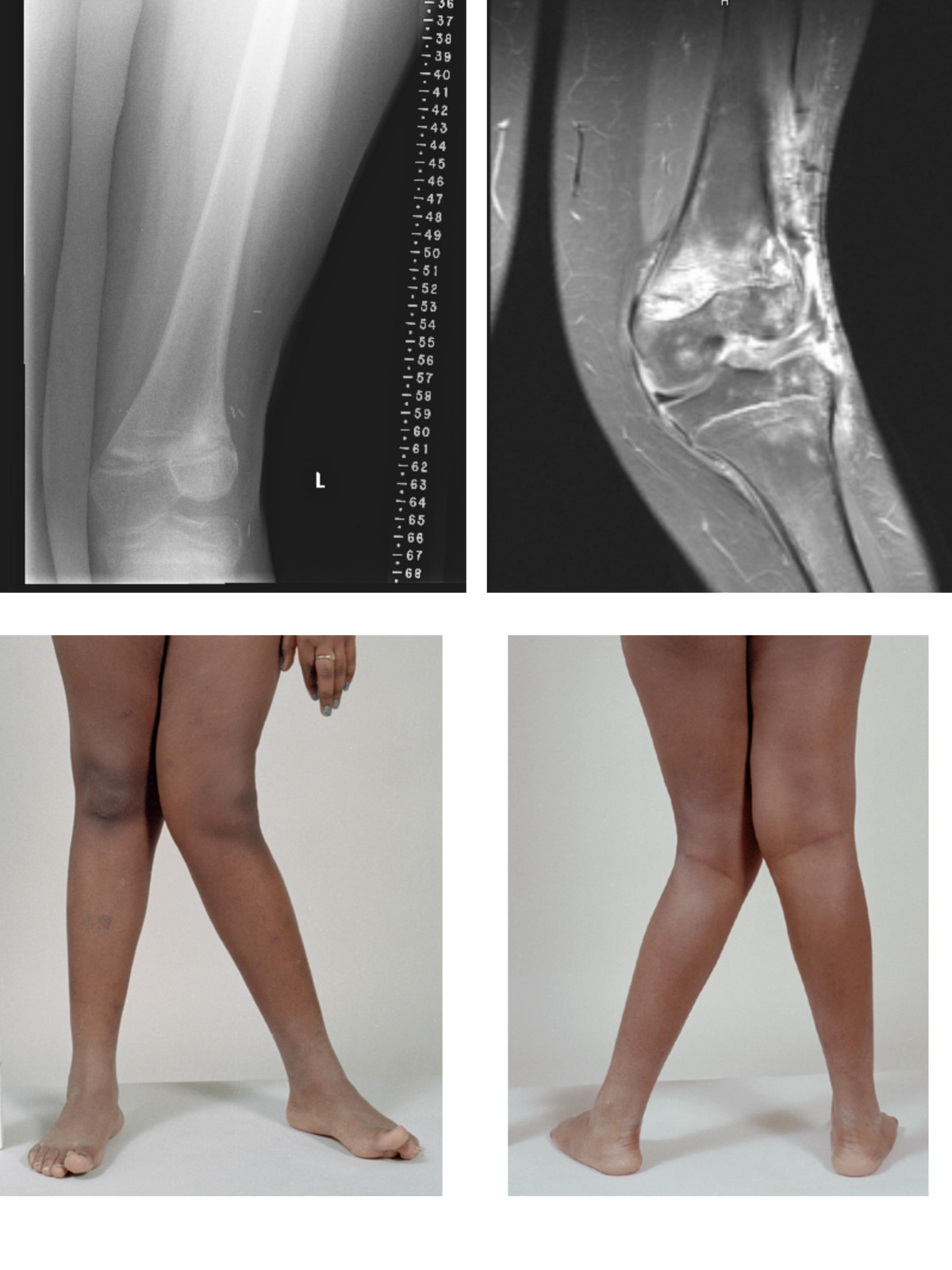
Genu valgum o piernas en X

El genu laxum es una inestabilidad lateral de la rodilla por insuficiente sujeción de los ligamentos. Puede ser un fenómeno congénito o adquirido en la vida adulta causado por trastornos del tejido conjuntivo, accidentes, inflamación muscular o parálisis.

#### Genu recurvatum
El genu recurvatum consiste en una hiperextensión de la articulación de la rodilla superior a los 10 grados. Puede ser de origen congénito, secundario a una parálisis muscular secuela de una poliomielitis o consecuencia de un raquitismo o una rotura de los ligamentos cruzados. Produce inestabilidad durante la marcha y tendencia a la artrosis precoz. Se trata mediante ejercicios de fisioterapia, medidas de rehabilitación, correcciones ortopédicas y tratamiento quirúrgico en los casos graves.

#### Genu flexum
El Genu flexum es una deformidad de la rodilla en la cual la articulación no puede realizar una extensión completa y por lo tanto se encuentra de forma permanente en una posición de flexión.  Es por lo tanto la deformidad inversa al genu recurvatum. Puede ser de origen congénito o adquirido en la vida adulta como consecuencia de artrosis, parálisis muscular o una in-movilización prolongada. Se trata mediante ejercicios de rehabilitación, fisioterapia y cirugía en los casos más graves.

#### Genu valgum
El eje formado por el fémur y la pierna es más abierto de lo normal, adoptando el miembro inferior un aspecto en X con las rodillas muy juntas y los talones separados. Puede estar presente desde la infancia o aparecer en la vida adulta, muy frecuentemente causado por sobrepeso u obesidad.

#### Genu varum
En esta deformidad los miembros inferiores tienen una convexidad externa y los cóndilos femorales internos están separados por una distancia superior a los 6 cm. Es por lo tanto una desviación inversa a la que se produce en el genu valgum. Se describe a veces como miembros inferiores en paréntesis, pues los pies están muy próximos y las rodillas separadas en situación de bipedestación (de pie).

## Rodilla en el mundo animal

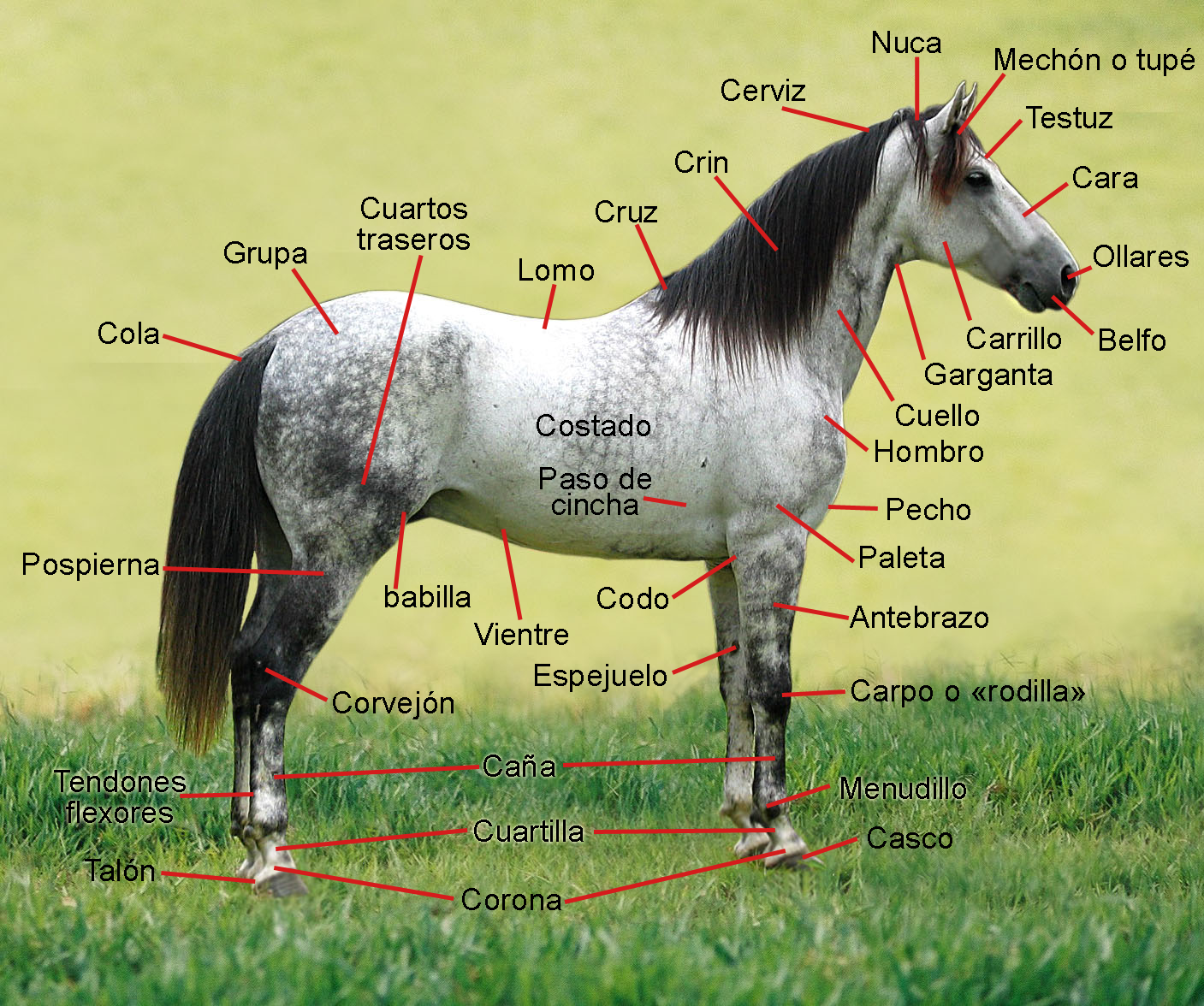
Anatomía externa del caballo. Obsérvese la situación de la llamada rodilla que corresponde al carpo (muñeca) y de la babilla o auténtica rodilla

Esqueleto del caballo en el que puede observarse la auténtica rodilla de estos animales conformada por el fémur, la tibia y la rótula en las patas posteriores

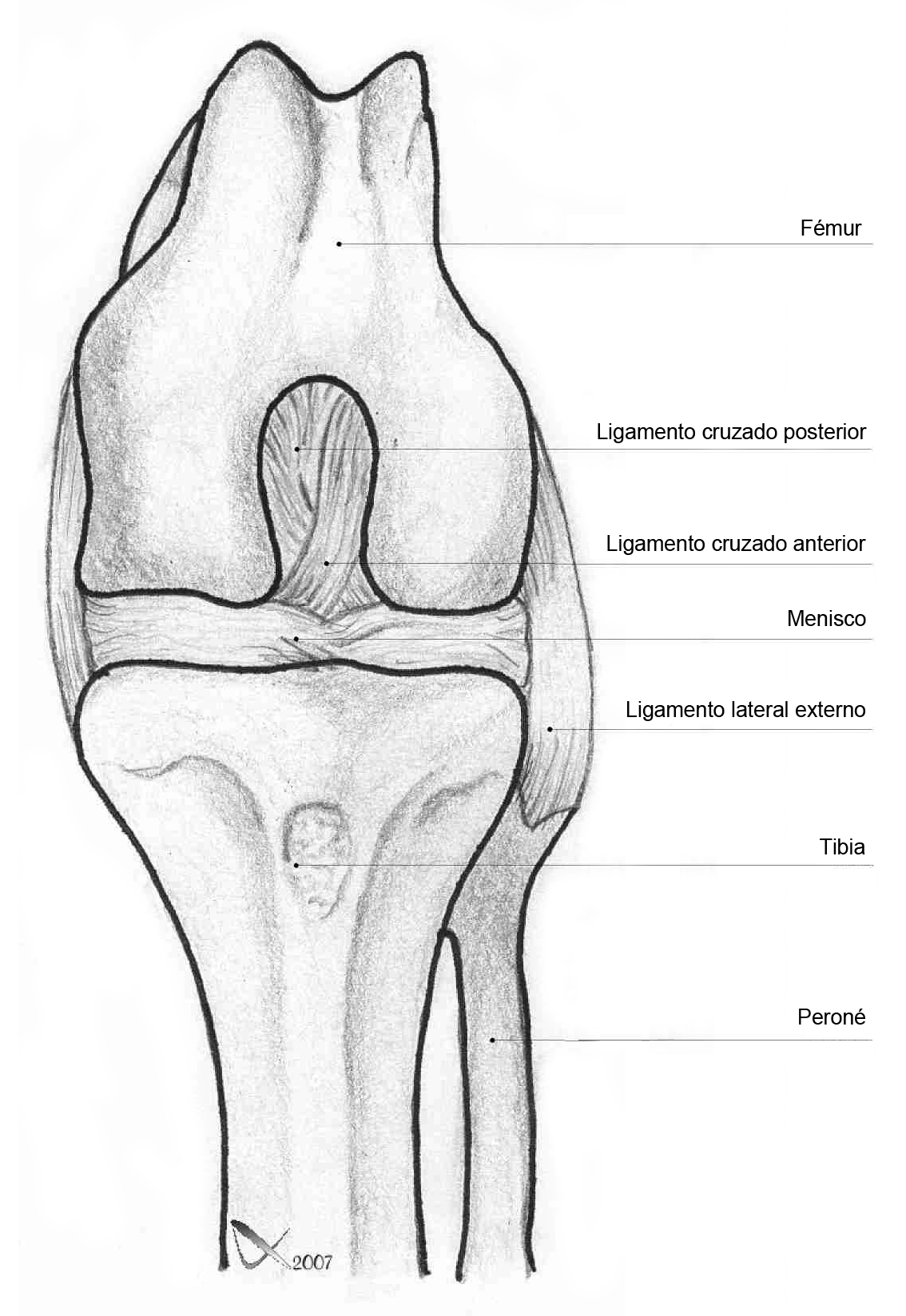
Representación de la rodilla de un perro. Puede observarse su gran similitud con la humana

La rodilla de los animales cuadrúpedos guarda muchas similitudes con la humana y corresponde a la articulación de las patas posteriores formada entre el fémur, la tibia y la rótula. En los mamíferos se suele denominar babilla. Sin embargo de forma coloquial el término rodilla se utiliza en los caballos y otros ungulados para referirse al carpo que es el equivalente a la muñeca humana, probablemente por su eje similar o acción tipo bisagra.
La babilla tiene una estructura básica muy uniforme en todos los mamíferos, tanto en los referente a las porciones óseas como a los ligamentos y meniscos, si bien cada especie tiene algunas características anatómicas específicas. El caballo por ejemplo dispone de 3 ligamentos rotulianos, intermedio, lateral y medial, además de un mecanismo de bloqueo rotuliano que le permite dormir de pie y el descanso alternativo de los miembros posteriores.
Una de las características de la rodilla humana que la diferencia de la del resto de los mamíferos es la alineación entre el fémur y la tibia como adaptación a la posición bípeda, mientras que en los cuadrúpedos o bípedos ocasionales, no existe alineación, sino una angulación entre los extremos de ambos huesos que favorece la capacidad funcional y la frenada al caminar o correr sobre 4 patas.
En las aves la rodilla se mantiene junto al cuerpo y no es visible por estar cubierta por las plumas. La articulación que se encuentra en el centro de la pata y se curva hacia atrás, no es la rodilla, sino la articulación del tarso equivalente al tobillo.
En los insectos y otros animales el término rodilla se usa ampliamente para referirse a cualquier articulación en bisagra. Los arácnidos poseen un par de apéndices llamados pedipalpos que constan de seis porciones que se llaman igual que los huesos de las extremidades de los vertebrados: coxa, trocánter, fémur, patela, tibia y tarso, la patela por encontrarse entre fémur y tibia, sería el equivalente a la rodilla

### Lesiones en el perro
Las principales lesiones que se producen en la rodilla del perro son la rotura del ligamento cruzado anterior al que están predispuestos los perros grandes con exceso de peso y patas cortas y la luxación de la rótula, más frecuente en animales pequeños, en ambos casos el perro presenta cojera de inicio brusco y se recomienda cirugía como tratamiento.

#### Rotura del ligamento cruzado anterior
La rotura del ligamento cruzado anterior del perro con mucha frecuencia es atendida por el veterinario semanas después de producirse y se pone de manifiesto mediante una maniobra exploratoria que se llama signo del cajón, que es positivo cuando es posible desplazar la tibia en dirección craneal en relación con el fémur. En la exploración funcional se detecta cojera que puede ser de 3 tipos:
- Cojera en frío que desaparece después de unos minutos de ejercicio y puede corresponder a una rotura parcial del ligamento.
- Cojera en frío que no desaparece tras el ejercicio. Ocurre en la rotura total del ligamento.
- Cojera permanente y la extremidad no apoya en el suelo. Es un signo que sugiere la rotura total del ligamento asociada a una lesión grave del menisco interno.[44]

#### Luxación de rótula
La luxación de la rótula en el perro puede ser medial si se desplaza hacia adentro o lateral si lo hace hacia afuera. La luxación medial de rótula es uno de los procesos más frecuentes que afectan a la rodilla canina, en más del 50% de los casos es bilateral y se produce sobre todo en perros de razas pequeña y en animales de edad avanzada. No se suele originar por un traumatismo, sino que existe una predisposición genética que ocasiona mala alineación del miembro, lo  que favorece la aparición espontánea de esta lesión. Se puede asociar a rotura del ligamento cruzado anterior y se manifiesta principalmente como una cojera de extremidades posteriores. El diagnóstico se realiza mediante radiografía que pone de manifiesto la anomalía. El tratamiento consiste en una intervención quirúrgica para centrar la rótula en la posición adecuada eliminando de esta forma el dolor y la cojera, aunque en el caso de animales de edad avanzada o con poco sintomatología, puede instaurarse tratamiento conservador basado en medicamentos antiinflamatorios, control del peso y medidas de rehabilitación.

### Lesiones en el caballo
En los caballos también se producen lesiones muy similares a las humanas, incluyendo fracturas de rótula, lesiones de menisco y osteocondritis. En el diagnóstico y tratamiento se emplean las mismas técnicas que en medicina humana, incluyendo radiografías, artroscopias y tratamiento quirúrgico.
En general las lesiones de la babilla de los equinos pueden dividirse en 3 grupos según la gravedad y el grado de claudicación del miembro:
- Leve. Puede estar producido por condromalacia de patela, artrosinovitis u osteocrondritis.
- Moderada: Por enganche rotuliano. Este cuadro también llamado fijación superior de la patela se produce porque la rótula no se puede desenganchar del labio medial de la tróclea femoral, lo que hace imposible la flexión de la articulación. Se trata mediante manipulación para liberarla o en casos irreductibles mediante cirugía.
- Grave: Por afectación del menisco, ligamentos cruzados anteriores o ligamentos colaterales.[45][46]